# Mungos
Mungos és un gènere de mangostes de la família Herpestidae.

## Taxonomia
Està format per les següents espècies i subespècies:
- Mangosta de Gàmbia (Mungos gambianus)
- Mangosta ratllada (Mungos mungo)
- M. m. adailensis
- M. m. bororensis
- M. m. caurinus
- M. m. colonus
- M. m. grisonax
- M. m. mandjarum
- M. m. marcrurus
- M. m. mungo
- M. m. ngamiensis
- M. m. pallidipes
- M. m. rossi
- M. m. senescens
- M. m. somalicus
- M. m. talboti
- M. m. zebra
- M. m. zebroides